# Foxhole (videojuego)
Foxhole es un videojuego de acción y estrategia masivo cooperativo en un mundo abierto, desarrollado y publicado por la compañía de videojuegos canadiense Siege Camp, con sede en Toronto, Ontario. El juego utiliza el motor Unreal Engine 4 y presenta una perspectiva de proyección axonométrica, similar a la de un juego de estrategia en tiempo real convencional con una vista cenital. El escenario de Foxhole está inspirado en las guerras de inicios del siglo XX, más concretamente la Primera Guerra Mundial en el frente occidental. El juego permite al usuario unirse a una de las dos facciones como soldado, teniendo la opción de contribuir a una guerra constantemente activa mediante la recolección, fabricación y el transporte de recursos y suministros, proporcionando mano de obra y vehículos en combate, y construyendo y gestionando fortificaciones, con el objetivo final de acabar con la facción enemiga. El juego fue lanzado el 28 de septiembre de 2022 para Microsoft Windows.
El juego se lanzó para Microsoft Windows en el programa de acceso anticipado de Steam en julio de 2017, obteniendo un máximo de 4.813 jugadores simultáneos en menos de 2 semanas.

## Gameplay
Los jugadores pueden elegir entre dos facciones opuestas, los Colonials y los Guardians, cada una con diferentes aspectos visuales, armas y vehículos. El rol del jugador no está predeterminado: no hay un sistema de clases ni progresión de jugador, lo que anima a los jugadores a reaccionar a la dinámica de la guerra sin limitarse a un rol en específico. El juego presenta una economía dentro del juego impulsada por los propios jugadores, lo que requiere que los jugadores utilicen herramientas como un martillo, un mazo o una "cosechadora" para recolectar recursos de depósitos de materiales conocidos como "campos de recursos", que están indicados con marcadores en el mapa. Los recursos en bruto ("chatarra") se pueden poner luego en una refinería para ser procesados en materiales, como "materiales básicos" ("bmats") y "materiales refinados" ("rmats"). Estos materiales se utilizan para fabricar todo lo que la facción usará en combate, incluyendo armas, municiones, fortificaciones y vehículos.
Al elegir una facción, el jugador aparece en la región de inicio de su facción. Desde aquí, los jugadores pueden acceder a la pantalla de selección de región, donde pueden elegir aparecer en cualquier ciudad o base controlada por los aliados, siempre y cuando se hayan realizado las mejoras necesarias para ello. Una ciudad con una estructura de "ayuntamiento" es un área estratégica donde una facción tiene acceso a "refugios de guarnición" y "refugios seguros" ocupadas por la inteligencia artificial, a menudo acompañadas de edificios de almacenamiento de suministros conocidos como depósitos o puertos. Ciertas ciudades tienen instalaciones especiales como fábricas, talleres y astilleros que permiten a los jugadores fabricar equipos y vehículos. Debido a esto, algunas ciudades tienen más valor logístico y, por lo tanto, estratégico que otras, lo que hace que valga la pena invertir más tiempo y esfuerzo en asegurar esas ciudades. Cuando se producen en fábricas o fábricas de producción masiva ("FPMs"), los objetos y vehículos vienen en cajas, que son grupos de objetos individuales que se pueden transportar en contenedores de envío. El juego depende en gran medida de la logística coordinada, lo que requiere realizar entregas organizadas de suministros a las bases del frente para mantener a los jugadores del frente abastecidos de armas y municiones, así como proporcionar materiales para reparar y construir fortificaciones.
Se anima a los jugadores a trabajar juntos para usar de manera eficiente los recursos, la inteligencia, los vehículos, las armas y las municiones para ganar ventaja sobre la otra facción. Los jugadores también pueden planificar y ejecutar ataques con otros, coordinar ataques utilizando un sistema de marcado en el mapa y realizar reconocimientos para obtener una ventaja táctica sobre la oposición. Los "elogios" dados por otros jugadores aumentan el rango del jugador receptor, fomentando el trabajo en equipo y las tareas logísticas. Existe un ciclo de día y noche en el juego, con 12 horas en el juego que equivalen a 30 minutos en tiempo real, aunque las regiones del mapa tienen ciclos diferentes. Una característica central de la guerra persistente de Foxhole es el sistema de inteligencia artificial, a través del cual ciertas estructuras defensivas cerca de las bases amigas se controlan automáticamente, disparando a los enemigos para defender los lugares, incluso si los jugadores defensores están ausentes.
Para ganar una guerra, los jugadores deben asegurar y acumular una cantidad específica de puntos de victoria (ayuntamientos que están marcados en sus regiones) en un mapa mundial de varias regiones. Para lograrlo, ambos equipos deben coordinar su logística y su ejército para capturar los ayuntamientos de las bases enemigas. Los equipos también trabajan para desbloquear nueva tecnología a través de un árbol de tecnología, para lo cual los jugadores deben reunir recursos específicos de tecnología en los campos de chatarra. Actualmente, ambas facciones coordinan la recopilación de material tecnológico y la progresión tecnológica en sus respectivos servidores de Discord. La cooperación es esencial ya que las guerras pueden durar semanas, incluso varios meses.

## Desarrollo
Siege Camp, originalmente llamado Clapfoot Inc. hasta mediados de 2021, concibió Foxhole a principios de 2016, logrando la finalización de varios proyectos móviles a pequeña escala. El objetivo de Foxhole era hacer un juego de guerra multijugador masivo que tuviera lugar en un mundo persistente, dejando que los jugadores dirigieran todos los aspectos del esfuerzo de guerra.
Las primeras conceptualizaciones del juego exploraron posibles funciones, como una cámara en perspectiva en primera persona y un formato de juego por turnos. En última instancia, se adoptó una perspectiva de arriba hacia abajo (cenital) para fomentar un enfoque hacia la estrategia y la colaboración de los jugadores en lugar de la inmersión. La decisión se tomó al principio del proceso de desarrollo para que el juego tuviera lugar en un universo ficticio que rindiera un homenaje creativo a las guerras de principios del siglo XX. La dirección de Siege Camp se centró en desarrollar diseños de vehículos, armas y personajes que fueran originales, en lugar de históricos.
Siege Camp comenzó a trabajar en prototipos para Foxhole a principios de 2016, lo que llevó al lanzamiento público en etapa prealfa en julio de 2016. Las primeras iteraciones admitieron 64 jugadores por instancia de servidor en una región, lo que en algún momento llevó a 120 jugadores compatibles. World Conquest, el modo de juego principal en Foxhole, se lanzó por primera vez en marzo de 2018. Tras su lanzamiento, el modo de juego presentaba 9 regiones entrelazadas en un conflicto global. Desde entonces, el mapa se ha ampliado a un total de 37 regiones.

## Recepción
Brendan Caldwell, de Rock, Paper, Shotgun, analiza la jugabilidad de Foxhole, y comenta sobre el sistema de logística, así como los elementos generales del juego basados en habilidades, junto con la naturaleza de la vista cenital en el juego, en su podcast Electronic Wireless Show.
Una revisión preliminar en profundidad de Lief Johnson "IGN" comenta sobre el elemento humano cooperativo del juego y dice: "Disfruté Foxhole, y sé que gran parte de ese disfrute surgió de la maravilla de ver a tantos jugadores trabajando juntos".
A finales de 2021 y principios de 2022, un grupo de jugadores conocido como Organización Logística para la Mejora General (LOGI) comenzó a abogar por la reforma del sistema logístico del juego, a través del cual los jugadores proporcionan todos los materiales y suministros utilizados en el frente. En diciembre de 2021, la organización, con 1800 miembros, escribió una carta abierta a los desarrolladores del juego en Siege Camp enumerando los 11 "problemas más perjudiciales para la experiencia logística". En la carta, LOGI exigió "resolución específica y detallada" antes del 10 de enero de 2022. No se recibió respuesta antes de la fecha límite, por lo que LOGI votó sobre las opciones de escalada, lo que resultó en una huelga logística. Como resultado, la huelga ha recibido una importante cobertura mediática y un representante del grupo conocido como Squashyhex informó de "un aumento significativo en la demanda de equipos en la línea del frente". Esta huelga llegó a su fin el 1 de marzo, luego de la Actualización 48, que abordó muchos problemas que LOGI había enumerado en su carta.

## Leer más
- Bolding, Jonathan (26 de septiembre de 2021). «Four years in, Foxhole now has Foxholes». PC Gamer.
- Smith, Graham (25 de septiembre de 2021). «Foxhole's Entrenched update makes the massive multiplayer shooter even bigger». Rock, Paper, Shotgun.
- Robinson, Joe (23 de septiembre de 2021). «MMO war game Foxhole gets huge update with new content and 3,000-player wars». PCGamesN (en inglés británico).
- O'Connor, Alice (25 de febrero de 2021). «Foxhole's new snowy weather can freeze soldiers and rivers alike». Rock, Paper, Shotgun (en inglés).
- Making It in Unreal (10 de noviembre de 2020). «Making it in Unreal: how Foxhole delivers a massive war sim full of Eve-like drama». PCGamesN (en inglés británico).
- Caldwell, Brendan (17 de julio de 2020). «The 7 best couriers in PC games». Rock, Paper, Shotgun (en inglés).
- Bolding, Jonathan (26 de abril de 2020). «This Foxhole documentary is one of the best game folk stories I've ever watched». PC Gamer (en inglés).
- Bolding, Jonathan (12 de abril de 2020). «Foxhole's latest update adds mass production to fuel the MMO war». PC Gamer (en inglés).
- Bailey, Dustin (19 de noviembre de 2019). «Players are recording Foxhole's Eve Online-like wars through radio documentaries». PCGamesN (en inglés británico).
- Caldwell, Brendan (29 de marzo de 2019). «Have You Played… Foxhole?». Rock, Paper, Shotgun (en inglés).
- Tarason, Dominic (13 de diciembre de 2018). «Foxhole's persistent battlefields get a major overhaul today». Rock, Paper, Shotgun (en inglés).
- Caldwell, Brendan (10 de agosto de 2017). «In Foxhole's war the truck drivers are the real heroes». Rock, Paper, Shotgun (en inglés).
- Walker, John (7 de agosto de 2017). «Steam Charts: WE'RE GOING TO BE RICH!». Rock, Paper, Shotgun (en inglés).
- Spencer, Chloe (3 de agosto de 2017). «In One Of Steam's Hottest New Games, Wars Can Last For Days». Kotaku (en inglés estadounidense).
- O'Connor, Alice (31 de julio de 2017). «MMO sandbox war Foxhole marches on early access». Rock, Paper, Shotgun (en inglés).
- Davenport, James (27 de julio de 2017). «Foxhole is a persistent multiplayer game where wars can last for days». PC Gamer (en inglés).
- Scott-Jones, Richard (27 de julio de 2017). «Foxhole might be the fullest multiplayer war sim yet». PCGamesN (en inglés británico).
- Foxhole (27 de julio de 2017). «Foxhole EARLY ACCESS: Ferrying Supplies to the Battlefield». IGN.
- Foxhole (27 de julio de 2017). «Foxhole EARLY ACCESS: Introduction to Building». IGN.
- Foxhole (27 de julio de 2017). «Foxhole EARLY ACCESS: Motorcycle and Rocket Launcher Gameplay». IGN.